# Zygmunt Mierczyk
Zygmunt Andrzej Mierczyk (ur. 31 maja 1956 w Katowicach) – polski fizyk, specjalista inżynierii materiałowej i optoelektroniki (w tym techniki laserowej), wykładowca akademicki, w latach 2008–2016 rektor-komendant Wojskowej Akademii Technicznej im. Jarosława Dąbrowskiego w Warszawie (WAT), generał dywizji.

## Życiorys
Jest absolwentem kierunku Fizyka Techniczna na Wydziale Chemii i Fizyki Technicznej Wojskowej Akademii Technicznej w Warszawie. Pracę naukowo-dydaktyczną rozpoczął w 1983, po uprzednim odbyciu rocznej praktyki podstawowej w 9 Pułku Łączności, gdzie piastował funkcję dowódcy plutonu. W Wojskowej Akademii Technicznej przeszedł kolejno szczeble inżyniera, asystenta, adiunkta, po czym został kierownikiem Zakładu Techniki Laserowej, komendantem Instytutu Optoelektroniki WAT, komendantem Wydziału Techniki Wojskowej WAT, a od 2005 roku zastępcą rektora-komendanta Wojskowej Akademii Technicznej. Funkcję rektora-komendanta uczelni sprawował w latach 2008–2016.
Stopień doktora nauk technicznych w dyscyplinie elektronika – specjalność elektronika kwantowa otrzymał w WAT w 1990, a dziesięć lat później uzyskał habilitację w dyscyplinie inżynieria materiałowa – specjalność materiały optoelektroniczne. W 2009 roku otrzymał tytuł profesora nauk technicznych.

## Kariera naukowa
Jest specjalistą w zakresie systemów uzbrojenia, w tym techniki laserowej i optoelektroniki. Prowadzi prace naukowo-badawcze i wdrożeniowe w obszarze inżynierii materiałowej, konstrukcji i technologii laserów oraz elementów i zespołów optoelektronicznych stosowanych w systemach wojskowej techniki laserowej, a także w urządzeniach dla przemysłu, medycyny i ochrony środowiska. 
Rozwijana tematyka badawcza obejmuje zagadnienia zdalnej detekcji skażeń chemicznych i biologicznych, zastosowania laserowo wzbudzanej fluorescencji oraz opracowanie systemów telemetrii laserowej. 
Jest współautorem wielu patentów, unikatowych technologii i wdrożeń, m.in. podzespołów optycznych i optoelektronicznych do dalmierzy laserowych, systemów kierowania ogniem, układów detekcji promieniowania i laserowych symulatorów strzelania oraz sensorów optoelektronicznych do systemów monitorowania środowiska. Uczestniczył również w opracowaniu urządzeń medycznych do diagnostyki i terapii chorób nowotworowych metodą fotodynamiczną. Zestawy te stosowane są w wielu klinikach w całym kraju.
Bierze czynny udział w pracach towarzystw naukowych i technicznych. W latach 2005–2013 był członkiem Research & Technology Board NATO Research & Technology Organisation, w latach 2008-2013 przewodniczącym Zespołu Naukowo-Przemysłowego przy Radzie Uzbrojenia MON. Jest członkiem Komitetu Elektroniki i Telekomunikacji PAN, Polskiej Sekcji SPIE – The International Society for Optical Engineering, Polskiego Komitetu Optoelektroniki SEP, Polskiego Towarzystwa Materiałoznawczego oraz Stowarzyszenia Wynalazców i Racjonalizatorów. W latach 2005–2007 był członkiem Interdyscyplinarnego Zespołu ds. Projektów Badawczych Zamawianych MNiSzW, w latach 2008-2010 członkiem Rady Narodowego Centrum Badań i Rozwoju MNiSzW. Od 2011 jest przewodniczącym Rady Programowej Centrum Zaawansowanych Technologii Bezpieczeństwa i Obronności Politechniki Śląskiej. Od 2005 roku kieruje pracami sekretariatu Polskiej Platformy Technologicznej Systemów Bezpieczeństwa. Od 2014 roku jest przewodniczącym Rady Naukowo-Przemysłowej przy Sekretarzu Stanu w MON.

## Publikacje
Jego orobek naukowo-badawczy obejmuje osiem monografii, ponad 220 publikacji naukowych oraz ponad 360 referatów i komunikatów prezentowanych na krajowych i zagranicznych konferencjach naukowo-technicznych. Jest współautorem jedenastu patentów i ponad 30 wdrożonych technologii i urządzeń optoelektronicznych. Jest autorem wielu publikacji i wykładów popularyzujących badania naukowe. Był organizatorem sympozjów, konferencji oraz kursów i szkoleń z dziedziny techniki laserowej i optoelektroniki

## Nagrody i wyróżnienia
Jest laureatem wielu nagród i wyróżnień wojskowych i cywilnych, w tym 33 medali na Światowych Wystawach Wynalazków i Innowacji (Bruksela, Genewa, Londyn, Moskwa, Norymberga, Osaka, Pekin, Pittsburg, Seul), „Komandorii Krzyża Wynalazczości” nadanego przez Stowarzyszenie Wynalazców Belgijskich, nagrody magazynu Żołnierz Polski „Buzdygan’97”, nagrody „Polski Produkt Przyszłości” (2002), tytułu Wynalazcy Wojska Polskiego 2002, medalu im. T. Sendzimira (2005) oraz nagrody Polskie Godło Promocyjne TERAZ POLSKA (2008). 
W 2004 w uznaniu zasług został wyróżniony wpisem do „Księgi Honorowej Ministra Obrony Narodowej”, a w 2014 otrzymał tytuł doctora honoris causa Politechniki Śląskiej w Gliwicach.

## Odznaczenia
- Krzyż Kawalerski Orderu Odrodzenia Polski (2008)
- 22 medale na Światowych Wystawach Wynalazków i Innowacji (Bruksela, Genewa, Osaka, Londyn, Moskwa, Pekin)
- "Krzyż Wynalazczości" nadany przez Stowarzyszenie Wynalazców Belgijskich
- Medal Tadeusza Sendzimira (2005)
- Wojskowy Krzyż Zasługi (2012)[4]

## Awanse
(...)
- generał brygady - 2008[5][6]
- generał dywizji - 2015[7]